# Brevipalpus recula
Brevipalpus recula är en spindeldjursart som beskrevs av Mohammad Nazeer Chaudhri 1972. Brevipalpus recula ingår i släktet Brevipalpus och familjen Tenuipalpidae. Inga underarter finns listade.